# Cephalotes atratus
Cephalotes atratus é uma espécie de inseto do gênero Cephalotes, pertencente à família Formicidae.

## Nomes vernáculos
- Língua kwazá[2]: kaka-sikikoko